# FK Nové Sady
FK Nové Sady (celým názvem: Fotbalový klub Nové Sady) je moravský fotbalový klub, který sídlí v Olomouci ve stejnojmenném kraji. Založen byl v roce 1922 pod názvem SK Haná Novosady. Svůj současný název nese od roku 2006. Od sezóny 2015/16 hraje moravskoslezskou divizi (4. nejvyšší soutěž), od sezony 2019/20 ve skupině E. Klubové barvy jsou zlatá a černá.

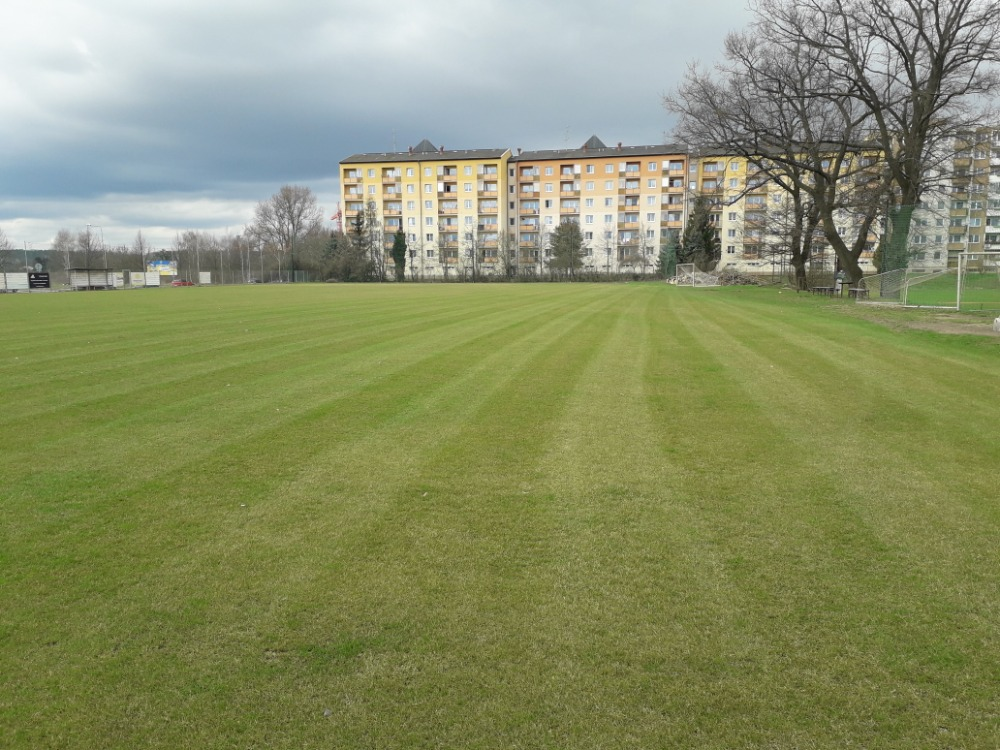
Tréninková plocha

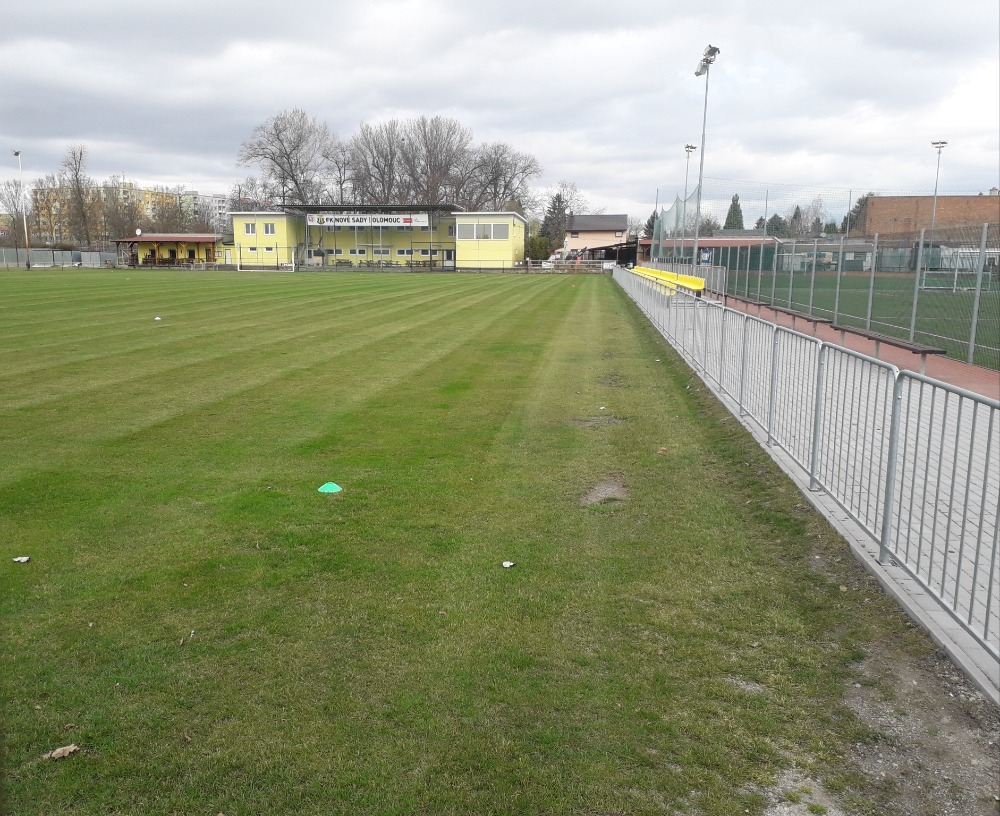
Stadion Nové Sady

Své domácí zápasy odehrává v Olomouci na stadionu FK Nové Sady

## Historické názvy
Zdroj: 
- 1922 – SK Haná Novosady (Sportovní klub Haná Novosady)
- TJ MILO Olomouc (Tělovýchovná jednota MILO Olomouc)
- 2006 – fúze s SK Královské Nové Sady (1954–2006) ⇒ FK Nové Sady (Fotbalový klub Nové Sady)

## Umístění v jednotlivých sezonách
Stručný přehled
Zdroj: 
- 1981–1983: Okresní přebor Olomoucka
- 1983–1986: Okresní přebor Olomoucka – sk. B
- 1986–1991: Okresní přebor Olomoucka
- 1991–1993: I. B třída Hanácké župy – sk. B
- 1993–1994: I. A třída Hanácké župy – sk. B
- 1994–1996: I. A třída Hanácké župy – sk. A
- 1996–1998: Hanácký župní přebor
- 1998–1999: I. A třída Hanácké župy – sk. B
- 2001–2002: I. A třída Hanácké župy – sk. B
- 2002–2006: I. A třída Olomouckého kraje – sk. B
- 2006–2007: Přebor Olomouckého kraje
- 2007–2009: I. A třída Olomouckého kraje – sk. B
- 2009–2010: I. A třída Olomouckého kraje – sk. A
- 2010–2011: I. B třída Olomouckého kraje – sk. B
- 2011–2013: I. A třída Olomouckého kraje – sk. B
- 2013–2015: Přebor Olomouckého kraje
- 2015–2018: Divize E
- 2018–2019: Divize D
- 2019– : Divize E

Jednotlivé ročníky
Zdroj: 
Legenda: Z - zápasy, V - výhry, R - remízy, P - porážky, VG - vstřelené góly, OG - obdržené góly, +/- - rozdíl skóre, B - body, červené podbarvení - sestup, zelené podbarvení - postup, fialové podbarvení - reorganizace, změna skupiny či soutěže
| Československo (1981 – 1993) |                                      |        |    |     |     |     |     |     |     |    |        |
| Sezóny                       | Liga                                 | Úroveň | Z  | V   | R   | P   | VG  | OG  | +/- | B  | Pozice |
| 1981/82                      | Okresní přebor Olomoucka             | 8      | 26 | 11  | 7   | 8   | 32  | 35  | −3  | 29 | 2.     |
| 1982/83                      | Okresní přebor Olomoucka             | 8      | 26 | 6   | 9   | 11  | 33  | 49  | −16 | 21 | 12.    |
| 1983/84                      | Okresní přebor Olomoucka – sk. B     | 7      | 22 | 12  | 5   | 5   | 35  | 23  | +12 | 29 | 3.     |
| 1984/85                      | Okresní přebor Olomoucka – sk. B     | 7      | 24 | 15  | 6   | 3   | 61  | 31  | +30 | 29 | 2.     |
| 1985/86                      | Okresní přebor Olomoucka – sk. B     | 7      | 26 | 11  | 8   | 7   | 35  | 25  | +10 | 30 | 7.     |
| 1986/87                      | Okresní přebor Olomoucka             | 8      | 26 | 8   | 10  | 8   | 43  | 39  | +4  | 26 | 6.     |
| 1987/88                      | Okresní přebor Olomoucka             | 8      | 26 | ... | ... | ... | ... | ... | ... |    | 6.     |
| 1988/89                      | Okresní přebor Olomoucka             | 8      | 26 | ... | ... | ... | ... | ... | ... |    | 12.    |
| 1989/90                      | Okresní přebor Olomoucka             | 8      | 26 | 8   | 4   | 14  | 38  | 45  | −7  | 20 | 11.    |
| 1990/91                      | Okresní přebor Olomoucka             | 8      | 26 | 17  | 6   | 3   | 78  | 27  | +51 | 40 | 1.     |
| 1991/92                      | I. B třída Hanácké župy – sk. B      | 7      | 26 | 14  | 6   | 6   | 55  | 33  | +22 | 34 | 2.     |
| 1992/93                      | I. B třída Hanácké župy – sk. B      | 7      | 26 | 14  | 6   | 6   | 38  | 26  | +12 | 34 | 2.     |
| Česko (1993 – )              |                                      |        |    |     |     |     |     |     |     |    |        |
| Sezóny                       | Liga                                 | Úroveň | Z  | V   | R   | P   | VG  | OG  | +/- | B  | Pozice |
| 1993/94                      | I. A třída Hanácké župy – sk. B      | 6      | 26 | 8   | 6   | 12  | 40  | 47  | −7  | 22 | 10.    |
| 1994/95                      | I. A třída Hanácké župy – sk. A      | 6      | 26 | 11  | 4   | 11  | 40  | 31  | +9  | 37 | 4.     |
| 1995/96                      | I. A třída Hanácké župy – sk. A      | 6      | 26 | 14  | 5   | 7   | 51  | 25  | +26 | 47 | 1.     |
| 1996/97                      | Hanácký župní přebor                 | 5      | 30 | 9   | 5   | 16  | 27  | 52  | −25 | 32 | 13.    |
| 1997/98                      | Hanácký župní přebor                 | 5      | 30 | 7   | 9   | 14  | 39  | 49  | −10 | 30 | 15.    |
| 1998/99                      | I. A třída Hanácké župy – sk. B      | 6      | 26 | 11  | 6   | 9   | 39  | 34  | +5  | 39 | 6.     |
| ...                          |                                      |        |    |     |     |     |     |     |     |    |        |
| 2001/02                      | I. A třída Hanácké župy – sk. B      | 6      | 26 | 6   | 12  | 8   | 36  | 40  | −4  | 30 | 11.    |
| 2002/03                      | I. A třída Olomouckého kraje – sk. B | 6      | 22 | 13  | 6   | 3   | 40  | 20  | +20 | 45 | 2.     |
| 2003/04                      | I. A třída Olomouckého kraje – sk. B | 6      | 26 | 10  | 4   | 12  | 34  | 40  | −6  | 34 | 8.     |
| 2004/05                      | I. A třída Olomouckého kraje – sk. B | 6      | 26 | 10  | 4   | 12  | 38  | 47  | −9  | 34 | 7.     |
| 2005/06                      | I. A třída Olomouckého kraje – sk. B | 6      | 26 | 6   | 4   | 16  | 28  | 58  | −30 | 22 | 14.    |
| 2006/07                      | Přebor Olomouckého kraje             | 5      | 30 | 6   | 1   | 23  | 39  | 79  | −40 | 19 | 16.    |
| 2007/08                      | I. A třída Olomouckého kraje – sk. B | 6      | 26 | 9   | 4   | 13  | 25  | 29  | −4  | 31 | 11.    |
| 2008/09                      | I. A třída Olomouckého kraje – sk. B | 6      | 26 | 9   | 10  | 7   | 37  | 37  | 0   | 37 | 8.     |
| 2009/10                      | I. A třída Olomouckého kraje – sk. A | 6      | 26 | 6   | 3   | 17  | 37  | 84  | −47 | 21 | 12.    |
| 2010/11                      | I. B třída Olomouckého kraje – sk. B | 7      | 26 | 18  | 3   | 5   | 86  | 31  | +55 | 57 | 2.     |
| 2011/12                      | I. A třída Olomouckého kraje – sk. B | 6      | 26 | 15  | 2   | 9   | 78  | 43  | +35 | 47 | 3.     |
| 2012/13                      | I. A třída Olomouckého kraje – sk. B | 6      | 26 | 22  | 3   | 1   | 97  | 25  | +72 | 69 | 1.     |
| 2013/14                      | Přebor Olomouckého kraje             | 5      | 28 | 19  | 6   | 3   | 74  | 33  | +41 | 63 | 2.     |
| 2014/15                      | Přebor Olomouckého kraje             | 5      | 30 | 24  | 3   | 3   | 108 | 29  | +79 | 75 | 1.     |
| 2015/16                      | Divize E                             | 4      | 30 | 12  | 5   | 13  | 51  | 47  | +4  | 41 | 7.     |
| 2016/17                      | Divize E                             | 4      | 30 | 10  | 7   | 13  | 40  | 45  | −5  | 37 | 13.    |
| 2017/18                      | Divize E                             | 4      | 30 | 11  | 8   | 11  | 39  | 50  | −11 | 41 | 9.     |
| 2018/19                      | Divize D                             | 4      | 30 | 7   | 6   | 17  | 32  | 80  | −48 | 27 | 12.    |
| 2019/20 **                   | Divize E                             | 4      | 13 | 4   | 2   | 7   | 21  | 24  | −3  | 14 | 10.    |
| 2020/21 **                   | Divize E                             | 4      | 10 | 2   | 2   | 6   | 13  | 20  | −7  | 8  | 13.    |
| 2021/22                      | Divize E                             | 4      | 26 | 13  | 6   | 7   | 58  | 34  | +24 | 45 | 4.     |
| 2022/23                      | Divize E                             | 4      | 26 | 15  | 2   | 9   | 56  | 43  | +13 | 47 | 4.     |
| 2023/24                      | Divize E                             | 4      | 30 | 9   | 10  | 11  | 48  | 55  | -7  | 37 | 8.     |
| 2024/25                      | Divize E                             | 4      | 28 | 6   | 9   | 13  | 42  | 56  | -14 | 27 | 14.    |

Poznámky:
- 1992/93: Postoupilo taktéž vítězné mužstvo SK Lipová.[7]
- 2005/06: Po sezóně klub odkoupil licenci na Přebor Olomouckého kraje (5. nejvyšší soutěž).

**= sezona předčasně ukončena v dubnu 2020 z důvodu pandemie covidu-19

## FK Nové Sady „B“
FK Nové Sady „B“ je rezervní tým Nových Sadů, hrající od sezóny 2019/20 I. A třídu Olomouckého kraje, sk.B (6. nejvyšší soutěž).

### Umístění v jednotlivých sezonách
Stručný přehled
Zdroj: 
- 2006–2007: I. B třída Olomouckého kraje – sk. B
- 2007–2009: bez soutěže
- 2009–2010: Základní třída Olomoucka – sk. B
- 2010–2013: Okresní soutěž Olomoucka
- 2013–2014: Okresní přebor Olomoucka
- 2014–2019: I. B třída Olomouckého kraje – sk. B
- 2019 - : 1.A třída Olomouckého kraje, sk.B

Jednotlivé ročníky
Zdroj: 
Legenda: Z - zápasy, V - výhry, R - remízy, P - porážky, VG - vstřelené góly, OG - obdržené góly, +/- - rozdíl skóre, B - body, červené podbarvení - sestup, zelené podbarvení - postup, fialové podbarvení - reorganizace, změna skupiny či soutěže
| Česko (2006 – ) |                                                             |                                                             |                                                             |                                                             |                                                             |                                                             |                                                             |                                                             |                                                             |                                                             |                                                             |
| Sezóny          | Liga                                                        | Úroveň                                                      | Z                                                           | V                                                           | R                                                           | P                                                           | VG                                                          | OG                                                          | +/-                                                         | B                                                           | Pozice                                                      |
| 2006/07         | I. B třída Olomouckého kraje – sk. B                        | 7                                                           | 26                                                          | 7                                                           | 4                                                           | 15                                                          | 36                                                          | 62                                                          | −26                                                         | 25                                                          | 13.                                                         |
| 2007–2009       | V tomto období nebylo B-mužstvo přihlášeno v žádné soutěži. | V tomto období nebylo B-mužstvo přihlášeno v žádné soutěži. | V tomto období nebylo B-mužstvo přihlášeno v žádné soutěži. | V tomto období nebylo B-mužstvo přihlášeno v žádné soutěži. | V tomto období nebylo B-mužstvo přihlášeno v žádné soutěži. | V tomto období nebylo B-mužstvo přihlášeno v žádné soutěži. | V tomto období nebylo B-mužstvo přihlášeno v žádné soutěži. | V tomto období nebylo B-mužstvo přihlášeno v žádné soutěži. | V tomto období nebylo B-mužstvo přihlášeno v žádné soutěži. | V tomto období nebylo B-mužstvo přihlášeno v žádné soutěži. | V tomto období nebylo B-mužstvo přihlášeno v žádné soutěži. |
| 2009/10         | Základní třída Olomoucka – sk. B                            | 10                                                          | 22                                                          | 16                                                          | 4                                                           | 2                                                           | 65                                                          | 21                                                          | +44                                                         | 52                                                          | 1.                                                          |
| 2010/11         | Okresní soutěž Olomoucka                                    | 9                                                           | 26                                                          | 10                                                          | 6                                                           | 10                                                          | 45                                                          | 37                                                          | +8                                                          | 36                                                          | 6.                                                          |
| 2011/12         | Okresní soutěž Olomoucka                                    | 9                                                           | 26                                                          | 16                                                          | 3                                                           | 7                                                           | 65                                                          | 37                                                          | +28                                                         | 51                                                          | 4.                                                          |
| 2012/13         | Okresní soutěž Olomoucka                                    | 9                                                           | 26                                                          | 20                                                          | 3                                                           | 3                                                           | 129                                                         | 22                                                          | +107                                                        | 63                                                          | 2.                                                          |
| 2013/14         | Okresní přebor Olomoucka                                    | 8                                                           | 26                                                          | 20                                                          | 4                                                           | 2                                                           | 99                                                          | 33                                                          | +66                                                         | 64                                                          | 1.                                                          |
| 2014/15         | I. B třída Olomouckého kraje – sk. B                        | 7                                                           | 26                                                          | 14                                                          | 4                                                           | 8                                                           | 85                                                          | 50                                                          | +35                                                         | 46                                                          | 3.                                                          |
| 2015/16         | I. B třída Olomouckého kraje – sk. B                        | 7                                                           | 26                                                          | 15                                                          | 2                                                           | 9                                                           | 87                                                          | 55                                                          | +32                                                         | 47                                                          | 4.                                                          |
| 2016/17         | I. B třída Olomouckého kraje – sk. B                        | 7                                                           | 26                                                          | 11                                                          | 1 / 0                                                       | 14                                                          | 83                                                          | 63                                                          | +20                                                         | 35                                                          | 9.                                                          |
| 2017/18         | I. B třída Olomouckého kraje – sk. B                        | 7                                                           | 26                                                          | 9                                                           | 1 / 2                                                       | 14                                                          | 55                                                          | 47                                                          | +8                                                          | 31                                                          | 12.                                                         |
| 2018/19         | I. B třída Olomouckého kraje – sk. B                        | 7                                                           | 24                                                          | 14                                                          | 2 / 2                                                       | 6                                                           | 50                                                          | 41                                                          | +9                                                          | 48                                                          | 2.                                                          |
| 2019/20 **      | I. B třída Olomouckého kraje – sk. B                        | 6                                                           | 14                                                          | 3                                                           | 3 / 1                                                       | 7                                                           | 29                                                          | 32                                                          | -3                                                          | 16                                                          | 8.                                                          |

**= sezona předčasně ukončena v dubnu 2020 z důvodu pandemie covidu-19